# Sixalix libyca
Sixalix libyca je biljna vrsta iz roda udovičica, porodica kozokrvnica. Libijski je endem. Kew je priznaje kao Scabiosa libyca Alavi, ime (bazionim) pod kojim je prvi puta opisana 1978.

## Opis
Sixalix libyca ili Scabiosa libyca vrsta je višegodišnje biljke porijeklom s Bliskog istoka. Naraste do visine od 0,3 m. Ima sivozelene, duboko razdijeljene listove i nosi bijele do ružičastoljubičaste cvjetove od ljeta do jeseni. Preferira puno sunce i dobro drenirano tlo.
S. libyca koristi se kao ukrasna biljka u vrtovima i parkovima, a koristi se i kao ljekovita biljka za liječenje raznih bolesti. S. libyca ima male, bijele cvjetove sa žutim središtem. Sjemenke su male i crne. Sadnice su male i imaju tanke svijetlozelene listove.

## Sinonimi
- Scabiosa libyca Alavi; Fl. Libya 56: 13 (1978)